# Zierow
Zierow es un municipio situado en el distrito de Mecklemburgo Noroccidental, en el estado federado de Mecklemburgo-Pomerania Occidental (Alemania), a una altura de 7 metros. 
Su población a finales de 2016 era de 791 habs. y su densidad poblacional, 78 hab/km².